# تسیتن (شلسویگ-هولشتاین)
تسیتن (به آلمانی: Ziethen) یک شهر در آلمان است که در هرتسوگتوم لاونبورگ واقع شده‌است. تسیتن ۱٬۰۰۱ نفر جمعیت دارد.